# مرتضی یزدی

دستگیری مرتضی یزدی

مرتضی یزدی (۱۲۷۸ تهران – اوایل دهه ۱۳۶۰) پزشک و وزیر بهداری و از مؤسسان و عضو کمیته مرکزی حزب توده ایران بود. او استاد دانشگاه تهران و از جراحان معروف تهران بشمار می‏رفت. پدرش شیخ محمدحسین ندوشنی یزدی و مادرش صفیه یزدی بود. پدرش از روحانیون مشروطه‌خواه و نماینده سه دوره نخست مجلس شورای ملی از تهران بود. او هوادار رضاشاه بود و به عنوان سالخورده‌ترین نماینده در مجلس موسسانی شرکت کرد که در آذر ۱۳۰۴ با تغییراتی در قانون اساسی، سلطنت خاندان پهلوی را رسمیت بخشید. هلابدورفتیس، همسر او آلمانی بود و آنها دو پسر داشتند.

## تحصیلات
مرتضی یزدی به سبب جایگاه پدرش، پیش از آنکه اعزام دسته‌جمعی دانشجویان در زمان رضاشاه باب شود، به هزینه دولت ایران برای تحصیل به المان اعزام شد.  وی در ۱۳۰۴ ه.ش با بورس دولتی برای تحصیل به برلین رفته  و پس از اخذ تخصص در رشته جراحی در ۱۳۱۰ ه.ش به ایران بازگشت.  نخست برای او ماهیانه سی تومان کمک هزینه تحصیلی تعیین شد که این مبلغ در سال ۱۳۰۷ به ماهیانه شصت تومان افزایش یافت.

## فعالیتهای سیاسی
وی در آلمان توسط مرتضی علوی با کمونیسم آشنایی پیدا کرد. او در زمان رضا شاه  در سال ۱۳۱۶ به اتهام عضویت در جمعیت اشتراکی دکتر ارانی ( گروه ۵۳ نفر) مدتی زندانی بود. البته او در دفاعیاتش در دادگستری منکر عضویت در حزب دکتر ارانی شده بود. ولی بعد از رویدادهای شهریور ۱۳۲۰ و تاسیس حزب توده، از اعضای کادر رهبری این حزب شد. وی در کابینه قوام در چهارچوب حل قضیه آذربایجان و امتیاز نفت شمال در سال ۱۳۲۵ به عنوان یکی از سه وزیر توده‌ای به کابینه احمد قوام پیوست. بعد از کودتای ۲۸ مرداد ۱۳۳۲ دکتر یزدی مثل بسیاری از توده‏ ای‏‏ها دستگیر و زندانی شد. بار دیگر در سال ۱۳۲۷ در پی ترور شاه زندانی شد. پس از کودتای ۲۸ مرداد زندانی و به اعدام محکوم شد. پس از تقاضای عفو، شاه یک درجه در مجازاتش تخفیف قائل شد و به حبس ابد محکوم گردید و بعدها آزاد گردید؛ پس از آزادی ایشان فقط به طبابت و تدریس پرداختند و فعالیت سیاسی نداشت. پسر او حسین، از حزب توده برای ساواک جاسوسی کرد.